# 113-й отдельный разведывательный артиллерийский дивизион
113-й отдельный разведывательный артиллерийский дивизион Резерва Главного Командования — воинское формирование Вооружённых Сил СССР, принимавшее участие в Великой Отечественной войне.
Сокращённое наименование — 113-й орадн РГК.

## История
Сформирован в составе 10-го акп 10 августа 1944 года
В действующей армии с 1.01.1945 по 11.05.1945.
В ходе Великой Отечественной войны вёл артиллерийскую разведку в интересах артиллерийских частей и соединений 10-го акп 1-го Украинского фронта.

## Состав
штат 08/555
- Штаб
- Хозяйственная часть
- 1-я батарея звуковой разведки (1-я БЗР)
- 2-я батарея звуковой разведки (2-я БЗР)
- батарея топогеодезической разведки (БТР)
- взвод оптической разведки (ВЗОР)
- фотограмметрический взвод (ФГВ)
- хозяйственный взвод

## Подчинение
| Дата                | Фронт                    | Армия      | Корпус   | Дивизия | Бригада | Примечания |
| ------------------- | ------------------------ | ---------- | -------- | ------- | ------- | ---------- |
| 1.08.44 -20.12.44г. | Московский военный округ | -          | 10-й акп | -       | -       | -          |
| 1.01.45 -1.02.45г   | 1-й Украинский фронт     | -          | 10-й акп | -       | -       | -          |
| 1.02.45-28.02. 45г. | 1-й Украинский фронт     | 52-я армия | 10-й акп | -       | -       | -          |
| 1.03.45-31.03.45г   | 1-й Украинский фронт     | 21-я армия | 10-й акп | -       | -       | -          |
| 1.04.45-11.05.45г   | 1-й Украинский фронт     | -          | 10-й акп | -       | -       | -          |

## Командование дивизиона
Командир дивизиона
- капитан, майор Батолин Вениамин Васильевич

Начальник штаба дивизиона
- капитан Эдемский Николай Александрович

Заместитель командира дивизиона по политической части
- капитан Собко Андрей Иванович

Помощник начальника штаба дивизиона
- ст. лейтенант Кульпин Григорий Матвеевич

Помощник командира дивизиона по снабжению
- ст. лейтенант Печёрский Иван Михайлович

## Командиры подразделений дивизиона
Командир 1-й БЗР
- ст. лейтенант Щетинин Виталий Геннадьевич
- ст. лейтенант Цимерлинг Рудольф Яковлевич

Командир 2-й БЗР
- ст. лейтенант Щавелев Степан Ильич

Командир БТР
- лейтенант Бурьков Анатолий Александрович

Командир ВЗОР
- мл. лейтенант Сягаев Василий Григорьевич

Командир ФГВ
- мл. лейтенант Девяткин Степан Фролович
- гв. ст. лейтенант Задорожный Григорий Андреевич